# Мистер Хэнки
Это статья о персонаже South Park. Об эпизоде South Park см. Мистер Хэнки, рождественская какашка. О песне см. Mr. Hankey the Christmas Poo (сингл).
Мистер Хэнки (англ. Mr. Hankey) — персонаж анимационного сериала «Южный парк», разумный кусок фекалий, символ Рождества (он известен также как «Мистер Говняшка, рождественская какашка», англ. Mr. Hankey the Christmas Poo).

## Черты образа и его развитие в сериале
Мистер Хэнки является злой пародией на традиционные рождественские символы. Его жизнерадостное поведение напоминает персонажей рождественских телешоу 1960-х компании Rankin/Bass. Джон Крисфалуси, создатель «Шоу Рена и Стимпи», хотел подать в суд на «Южный парк», утверждая, что образ мистер Хэнки скопирован с его героя Nutty the Nutmeg Poop; Трей Паркер это отрицал. Согласно Паркеру, идею мистера Хэнки ему подсказал эпизод из детства: его отец пугал его, что, если он забудет смыть туалет, оттуда выйдет мистер Хэнки и убьёт его. Критики отмечают сходство мистера Хэнки и одного из самых узнаваемых символов американской культуры Микки Мауса (оба имеют пухленькое тело, добрые большие глаза и носят белые перчатки). Полное имя мистера Хэнки — Mr. Hankey the Christmas Poo — является каламбуром (Christmas Poo может также означать «рождественское шампанское»).
Образ рождественской какашки был придуман авторами с самого зарождения сериала (одной из идей было дальше сделать его главным героем); так, она появляется в первом варианте заставки первого, невыпущенного варианта пилотного эпизода «Южного парка».
Мистер Хэнки живёт в канализации под Саус-Парком и посещает на Рождество послушных детей, чей рацион богат волокнистой пищей. В нерождественское время мистеру Хэнки сложно появляться на поверхности Земли. Друзей он приветствует фразой «Howdy ho!» (в русском переводе «При-и-иветики!»); также в общении он склонен употреблять странные для куска фекалий советы вроде «чистите свои зубы» или «от тебя пахнет цветочками». У мистера Хэнки особенно хорошие отношения с Кайлом; Стэн и Кенни относятся к нему спокойнее, а Картман говорит, что «ненавидит это рождественское дерьмо».
Впервые мистер Хэнки появляется в эпизоде «Мистер Хэнки, рождественская какашка». Там выясняется, что с рождественской какашкой уже некоторое время знаком Кайл; однако, когда он говорит об этом друзьям или родителям, те думают, что он сошёл с ума. Когда Кайла уже сажают в психбольницу, выясняется, что Шеф тоже знает мистера Хэнки. Когда все горожане решаются в него поверить, мистер Хэнки появляется перед всеми и становится символом Рождества, не отягощённого различиями между конфессиями и разными группами людей. В этом сюжете пародируется характерный для сказочных героев принцип «он появляется, только если в него верить».
Видимо, популярность мистера Хэнки с момента этой серии не убыла, поскольку в эпизоде второго сезона «Счастливого Рождества, Чарли Мэнсон!» он предстаёт популярным рождественским символом. Стихи о нём читают в супермаркете, где, кроме того, сидит человек, одетый мистером Хэнки (по аналогии с Санта-Клаусом), а по телевизору идут постановки о борьбе хорошего рождественского кала с плохим.
В серии «Солёные шоколадные яйца Шефа» мистер Хэнки серьёзно заболевает, поскольку посетители приехавшего в Саут-Парк кинофестиваля питаются здоровой пищей, и их кал губителен для него. Мистера Хэнки спасают чудодейственные конфеты «Солёные шоколадные яйца Шефа». В конце концов серии мистер Хэнки прогоняет всех участников фестиваля из Саус-Парка, с помощью волшебства затопив весь город фекалиями.
Эпизод «Классические рождественские песни от мистера Хэнки» представляет собой сборник музыкальных клипов, которые объявляет сам мистер Хэнки; ему посвящена отдельная песня «Mr. Hankey the Christmas Poo». Эти и некоторые другие песни вошли в альбом «Mr. Hankey's Chistmas Classics».
У него жена-алкоголичка Отум и трое детей — Корнуоллис, Поносинка и Саймон (недоразвитый, потому что родился с орехом в голове). Здесь становится понятно, что манера речи и приветствия характерна не только для мистера Хэнки, но и для всей его семьи. В этом эпизоде они помогают детям вернуть городу дух Рождества.
Мистер Хэнки появился в эпизоде «Убить Санта-Клауса». Он помог спасти Санта-Клауса, попавшего в иракский плен, предоставив детям свой Кака-экспресс. Затем появился в небольшом фрагменте в эпизоде 201. Потом он появится в эпизоде «Лучше бы я никогда не ездил на канатную дорогу».
В последний раз Мистер Хэнки появился в эпизоде «Проблемы с какашкой», где ему городская администрация урезает финансирование организации Рождества, после чего он начинает оскорблять в Твиттере мэра, школьников и адвокатов. В результате чего его изгоняют из города.

## Семья мистера Хенки
В эпизоде «Очень дерьмовое Рождество» выясняется, что у мистера Хэнки есть семья. Как и сам мистер Хенки, все члены его семьи — разумные, говорящие куски фекалий. Несмотря на то, что в сериале они показаны лишь однажды, очевидно, что семья мистера Хенки — определенно, колоритные и играющие важную роль персонажи.

### Жилище
В этом же эпизоде становится известно, что сам мистер Хенки живёт в разукрашенном яркими красками самодельном домике. Дом состоит из четырёх частей, каждая из которых, возможно, является отдельной комнатой или двухэтажным блоком. В целом домик мистера Хенки состоит из: алюминиевой бутербродницы с надписью «Mother day!!!»; пластиковой бутылки из-под детского питания; картонной коробки с надписью «FRISKAS»(судя по всему из-под кошачьего корма). Крышу дома образуют три развернутые книги. Внутренняя обстановка дома также свидетельствуют о том что большая часть предметов мебели была сделана из подручных материалов. Например, кровать в детской комнате состояла из ровно изогнутой жестянки с клипсами. Многочисленные карнизы — обломки карандашей, шторы и гардины — скрученные бумажные салфетки. Обеденный стол — спичечный коробок, а винный бар — прикрученная к стене сигаретная пачка. В прихожей можно заметить раскладной медальон с фотографиями супругов Хенки.
По правую сторону от дома у мистера Хенки есть раскрытая оранжевая консервная банка, заменяющая ему гараж. На четвёртой минуте мультфильма в ней можно разглядеть маленькую заводную машинку ярко красного цвета. Причина, по которой создатели решили сделать свой рождественский символ автолюбителем, не ясна, так как в большинстве случаев мистер Хенки перемещается по канализации и «открытому миру» с помощью волшебства. Его жилище расположено на одном из бортов канализации, а значит, ездить мистер Хенки может только по замкнутой территории. Возможно между бортами существуют мосты, однако они в эпизоде показаны не были.

### Жена
Отум — жена мистера Хенки. Как и все остальные члены семьи Хенки, была показана только в эпизоде «Очень дерьмовое Рождество». При первом знакомстве становится известно, что она — алкоголичка в глубоком запое. Любимый напиток Отум — мартини с оливкой.
Несмотря на свои многочисленные недостатки, у неё те же привычки и манера речи, что и у её супруга. Так же становится очевидным её склочный характер и желание унизить мужа перед публикой. В присутствии главных героев она заявляет о желании раздеться догола, только бы досадить мистеру Хенки. Также известно, что внушительная грудь Отум — куски переработанного силикона, найденного ею в канализации.
Судя по многочисленным ссорам супругов Хенки и абсолютному равнодушию к этому детей (имеются в виду дети мистера Хенки), у Отум весьма скверные отношения с мужем. Возможно, причиной алкоголизма жены является то, что мистер Хенки — импотент, о чём Отум неоднократно заявляла главным героям и своим детям.

### Корнуоллис
Корнуоллис — старший сын семейства Хенки. Судя по его внешности и манере речи Корнуоллис — закомплексованный подросток, однако, довольно сильно уважающий отца. В выше упомянутом эпизоде Корнуоллис ставит под сомнение справедливость своего статуса рождественского символа и критически рассуждает о том, имеет ли право дерьмо принимать хоть какое-то участие в создании «духа рождества». Однако, позже, под впечатлением веселой песни отца, начинает в это верить.
В эпизоде Корнуоллис одет в голубую кепку с красным козырьком и в оранжевый шарф.